# 克努特·汉松
克努特·汉松（瑞典語：Knut Hansson，1911年5月9日—1990年2月10日），瑞典男子足球运动员，司职前锋，效力于蘭斯干拿足球會。他曾代表瑞典国家队参加1938年国际足联世界杯。